# 格罗斯布利代斯特罗夫
格罗斯布利代斯特罗夫（法語：Grosbliederstroff，法語發音：[ɡʁosblidɛʁstʁɔf]；莱茵法兰克语：Blidderschdorf、Grosblidderschdorf）是法国摩泽尔省萨尔格米讷区的一个市镇，位于该省东北部，和德国接壤。

## 地名
该地在德语中的名称为“Großblittersdorf”，即“大布利特斯多夫”，而该地与德国的小布利特斯多夫（德語：Kleinblittersdorf）相邻。

## 地理
格罗斯布利代斯特罗夫（49°9'23"N, 7°1'40"E）面积13.07 平方千米，位于法国大東部大區摩泽尔省，该省份为法国东北部内陆省份，是洛林的一部分，西南接默尔特-摩泽尔省，东临下莱茵省，北与卢森堡和德国接壤。
与格罗斯布利代斯特罗夫接壤的市镇（或旧市镇、城区）包括：阿尔斯坦、利克桑莱鲁兰、鲁兰、萨尔格米讷。
格罗斯布利代斯特罗夫的时区为UTC+01:00、UTC+02:00（夏令时）。

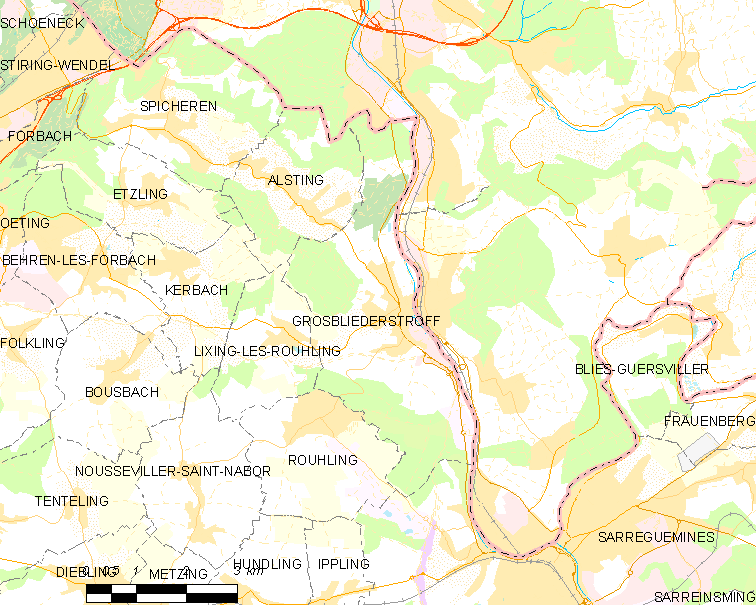
格罗斯布利代斯特罗夫的OSM定位图

## 行政
格罗斯布利代斯特罗夫的邮政编码为57520，INSEE市镇编码为57260。

## 政治
格罗斯布利代斯特罗夫所属的省级选区为萨尔格米讷县。

## 人口

1962-2008年间格罗斯布利代斯特罗夫人口变化图示

格罗斯布利代斯特罗夫于2022年1月1日时的人口数量为3322人。